# 四数九里香
四数九里香（学名：Murraya tetramera）为芸香科九里香属下的一个种。

## 扩展阅读
- 維基物種上的相關：四数九里香